# Coppa Italia Dilettanti Calabria
La Coppa Italia Dilettanti Calabria è il massimo torneo calcistico ad eliminazione diretta della regione Calabria. Istituito nel 1991-1992, consente al vincitore di partecipare alla fase nazionale della Coppa Italia Dilettanti: la vincitrice viene promossa in Serie D.

## Formula
Alla competizione prendono parte 48 club: 16 iscritti al campionato di Eccellenza e 32 al campionato di Promozione. Il torneo è così articolato:
- I club vengono divisi, secondo criteri geografici, in sedici gironi da tre squadre. Ogni squadra disputa, in ogni turno, due gare di sola andata. Sono assegnati tre punti per la vittoria, uno per il pareggio e zero per la sconfitta.
- Le sedici vincitrici dei rispettivi gironi accedono agli ottavi di finale, consistenti in gare ad eliminazione diretta con partite di sola andata;
- Le otto vincitrici degli ottavi si qualificano per i quarti di finale, consistenti sempre in gare ad eliminazione diretta con partite di sola andata;
- Le quattro vincitrici dei quarti si qualificano per le semifinali, consistenti in gare d'andata e ritorno;
- La finale consiste in una gara unica disputata su un campo neutro.

## Albo d'oro
Dal sito del Comitato regionale Calabria:
| 1991-1992 | Siderno                                      | Isola Capo Rizzuto                           | 1-1 / 1-0                                    | Siderno e Isola di Capo Rizzuto              | 1º Turno                                     |                                              |                                              |
| 1992-1993 | Paolana                                      | Ardore                                       | 1-1 (6-5) (d.c.r.)                           | Pizzo                                        | 1º Turno                                     |                                              |                                              |
| 1993-1994 | Rende                                        | Nuova Melito                                 | 3-1 d.t.s.                                   | Montepaone                                   | 1º Turno                                     |                                              |                                              |
| 1994-1995 | Crotone                                      | Siderno                                      | 3-1 d.t.s.                                   | Lamezia Terme                                | Finalista                                    |                                              |                                              |
| 1995-1996 | Locri                                        | Cariatese                                    | 1-0                                          | Botricello                                   | Finalista                                    |                                              |                                              |
| 1996-1997 | Vibonese                                     | Omega Bagaladi                               | 2-0                                          | Villa San Giovanni                           | Quarti di Finale                             |                                              |                                              |
| 1997-1998 | Palmese                                      | San Calogero                                 | 1-0                                          | Siderno                                      | Quarti di Finale                             |                                              |                                              |
| 1998-1999 | Soverato                                     | Omega Bagaladi                               | 3-0                                          | Polistena                                    | 1º Turno                                     |                                              |                                              |
| 1999-2000 | Capo Vaticano                                | Santa Maria                                  | 1-0                                          | Lamezia Terme                                | 1º Turno                                     |                                              |                                              |
| 2000-2001 | Rossanese                                    | Pellaro                                      | 3-2                                          | Vibo Valentia                                | 1º Turno                                     |                                              |                                              |
| 2001-2002 | Rende                                        | Rosarno                                      | 0-0 (5-4) (d.c.r.)                           | Catanzaro                                    | 1º Turno                                     |                                              |                                              |
| 2002-2003 | Silana                                       | Sambiase                                     | 2-1                                          | Castrovillari                                | 1º Turno                                     |                                              |                                              |
| 2003-2004 | Rosarno                                      | Sambiase                                     | 3-0                                          | Crotone                                      | 1º Turno                                     |                                              |                                              |
| 2004-2005 | Villese                                      | Luzzese                                      | 2-2; 3-0                                     | Luzzi, Villa San Giovanni                    | Quarti di Finale                             |                                              |                                              |
| 2005-2006 | Rosarno                                      | Capo Vaticano                                | 1-0; 1-0                                     | Ricadi, Rosarno                              | Quarti di Finale                             |                                              |                                              |
| 2006-2007 | Taurianovese                                 | Comprensorio Montalto                        | 1-0; 1-1                                     | Montalto Uffugo, Taurianova                  | 1º Turno                                     |                                              |                                              |
| 2007-2008 | HinterReggio                                 | Praia                                        | 2-1                                          | Lamezia Terme                                | Vincitrice                                   |                                              |                                              |
| 2008-2009 | Omega Bagaladi                               | Praia                                        | 0-0 (3-1) (d.c.r.)                           | Lamezia Terme                                | Quarti di Finale                             |                                              |                                              |
| 2009-2010 | Rende                                        | Omega Bagaladi                               | 3-1                                          | Vibo Valentia                                | Semifinale                                   |                                              |                                              |
| 2010-2011 | Scalea                                       | Soverato                                     | 1-0                                          | Lamezia Terme                                | Quarti di Finale                             |                                              |                                              |
| 2011-2012 | Soverato                                     | Rossanese                                    | 3-0                                          | Crotone                                      | Quarti di Finale                             |                                              |                                              |
| 2012-2013 | Roccella                                     | Rende                                        | 1-0                                          | Vibo Valentia                                | 1º Turno                                     |                                              |                                              |
| 2013-2014 | Isola Capo Rizzuto                           | Palmese                                      | 0-0 (9-8) (d.c.r.)                           | Lamezia Terme                                | 1º Turno                                     |                                              |                                              |
| 2014-2015 | Acri                                         | Cittanovese                                  | 1-0                                          | Lamezia Terme                                | Quarti di Finale                             |                                              |                                              |
| 2015-2016 | Sersale                                      | Sambiase                                     | 2-1                                          | Lamezia Terme                                | 1º Turno                                     |                                              |                                              |
| 2016-2017 | Vigor Lamezia                                | Scalea                                       | 2-0                                          | Rende                                        | 1º Turno                                     |                                              |                                              |
| 2017-2018 | Locri                                        | Cotronei                                     | 2-1                                          | Catanzaro                                    | 1º Turno                                     |                                              |                                              |
| 2018-2019 | Corigliano                                   | San Luca                                     | 2-0                                          | Palmi                                        | 1º Turno                                     |                                              |                                              |
| 2019-2020 | San Luca                                     | Morrone Cosenza                              | 1-1 (6-4) (d.c.r.)                           | Lamezia Terme                                | Quarti di Finale (non disputati)             |                                              |                                              |
| 2020-2021 | Annullata a causa della pandemia di COVID-19 | Annullata a causa della pandemia di COVID-19 | Annullata a causa della pandemia di COVID-19 | Annullata a causa della pandemia di COVID-19 | Annullata a causa della pandemia di COVID-19 | Annullata a causa della pandemia di COVID-19 | Annullata a causa della pandemia di COVID-19 |
| 2021-2022 | Locri                                        | Acri                                         | 3-1                                          | Lamezia Terme                                | Quarti di Finale                             |                                              |                                              |
| 2022-2023 | Gioiese                                      | Promosport                                   | 3-1                                          | Vibo Valentia                                | 1º Turno                                     |                                              |                                              |
| 2023-2024 | Bocale                                       | Sambiase                                     | 2-2 (6-4) (d.c.r.)                           | Locri                                        | 1º Turno                                     |                                              |                                              |
| 2024-2025 | Digiesse PraiaTortora                        | San Luca                                     | 1-0                                          | Lamezia Terme                                | 1º Turno                                     |                                              |                                              |